# New Mexico Legislature

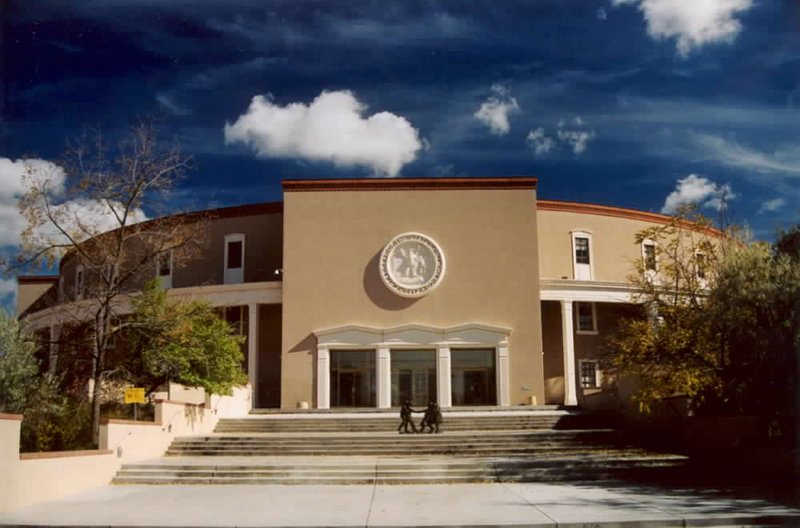
Die Legislature tagt im New Mexico State Capitol

Die New Mexico Legislature ist die State Legislature und damit die Legislative des US-Bundesstaats New Mexico und wurde durch die staatliche Verfassung 1912 geschaffen. Sie besteht aus dem Repräsentantenhaus von New Mexico, das als Unterhaus fungiert, sowie dem Senat von New Mexico als Oberhaus. Die Legislature tagt im New Mexico State Capitol in Santa Fe, das auch Sitz des Gouverneurs und seines Stellvertreters ist.
Das Repräsentantenhaus besteht aus 70 Mitgliedern, der Senat aus 42. Das Repräsentantenhaus wird für zwei Jahre gewählt, die Amtszeit der Senatoren beträgt vier Jahre. Der Wahltag fällt mit dem des Bundeskongresses zusammen, der des Senats mit der Präsidentschaftswahl.
Wählbar sind US-Bürger, die im entsprechenden Wahlbezirk leben. Das Mindestalter beträgt 25 Jahre für den Senat, 21 Jahre für das Repräsentantenhaus.
Die National Conference of State Legislatures (NCSL) ordnet die Legislature von New Mexico als Teilzeitparlament „lite“ ein. Mit einer Aufwandsentschädigung von 192 USD pro Sitzungstag (2020) liegen die Abgeordneten im unteren Bereich der Staatsparlamentarier.